# Ida Issaakowna Axelrod
Ida Issaakowna Axelrod (russisch Ида Исааковна Аксельрод; * um 1870 in Dunilowitschi, Ujesd Wileika; † im Mai 1918 in Petrograd) war eine russische Revolutionärin und Literaturkritikerin.

## Leben
Axelrod stammte aus einer Rabbinerfamilie. Ihre ältere Schwester Ljubow verließ 15-jährig die Familie, ging nach Poltawa und wurde Revolutionärin und Philosophin. Ida Axelrod kam 1884 zu ihrer Schwester und brachte entsprechend der Anweisung ihrer Schwester Literatur für den revolutionären Kreis in Poltawa mit. Gegen sie wurde dann ermittelt, und ab 1887 stand sie zwei Jahre lang unter polizeilicher Überwachung. Unter dem Einfluss des Romans Was tun? Nikolai Tschernyschewskis organisierte sie mit Arbeiterinnen in  Melitopol eine genossenschaftliche Schneiderei.
Nach der Emigration 1893 lebte Axelrod zunächst mit ihrer Schwester in Genf, um 1894 nach Bern zu wechseln. Das Studium an der Universität Bern schloss sie 1902 mit der Promotion zur Dr. phil. ab.
Axelrod hatte sich in den 1890er Jahren der Sozialdemokratie-Bewegung angeschlossen und unterstützte zunächst die Gruppe Befreiung der Arbeit und dann Lenins Zeitung Iskra mit Eintritt in die Auslandsliga der russischen revolutionären Sozialdemokratie. Nach der Spaltung 1903 befand sie sich auf der Seite der Bolschewiki. Mit ihrer Schwester nahm sie am II. Kongress der Auslandsliga teil, worauf sie beide zu den Menschewiki wechselten.
Für die Berner Tagwacht, das Zentralorgan der Sozialdemokratischen Partei des Kantons Bern, betreute Axelrod die Abteilung für Literatur und Kunst. Sie arbeitete mit der deutschen sozialdemokratischen Presse und mit der Sowremenny mir (Moderne Welt) und weiteren russischen Zeitschriften zusammen. In Moskau wurde 1906 ihre Broschüre über die russischen politischen Parteien von 1898 bis 1903 veröffentlicht, die vorher in der Neuen Zeit erschienen war. Daneben schrieb sie bedeutende Essays über Hermann Sudermann, Gerhart Hauptmann, Gottfried Keller, Jean-Jacques Rousseau, Johann Joachim Winckelmann, William Shakespeare und über die Neuromantik. Neben dem marxistischen Studium der westeuropäischen Literatur förderte sie die russische Belletristik in Westeuropa durch Aufsätze über Nikolai Nekrassow, Anton Tschechow, Leonid Andrejew und Maxim Gorki in der Neuen Zeit, die sich durch eine einfache, klare, anschauliche Sprache auszeichneten.
Kurz vor der Oktoberrevolution kehrte Axelrod nach Petrograd zurück, wo sie im Mai 1918 starb.
Ein Buch mit einem Teil der Essays und Aufsätze Axelrods erschien 1923 in Minsk (darin auch ein Aufsatz über Georgi Plechanows Aufsatz über die Kunst).